# 반포본동
반포본동은 구반포라고도 불리는 서초구의 행정동이다.

## 동 내에 있는 학교
- 서울반포초등학교: 반포본동에 있는 유일한 초등학교이다.
- 반포중학교: 반포초등학교 옆에 있으며 반포에서 유일한 남중이다.